# 野棲側帶雅羅魚
野棲側帶雅羅魚（學名：Telestes croaticus）為輻鰭魚綱鯉形目雅羅魚科的其中一種，被IUCN列為瀕為保育類動物，分布於歐洲克羅埃西亞利卡-亞多瓦河(Lika-Jadova)、里奇卡河(Ričica)和奧圖卡河(Otuca)流域，本魚體延長，背鰭和臀鰭的後緣明顯呈圓形，吻部粗壯，明顯圓形，側線通常終止於臀鰭上方，通常稍間斷，通常具51-70枚孔鱗，體側有一條從眼睛到尾柄末端的寬闊的深色中側條紋，體長可達16.5公分，棲息在喀斯特地形的內陸河流，受到環境汙染、棲地破壞的威脅。